# The Burned Hand
The Burned Hand er en amerikansk stumfilm fra 1915 af Tod Browning.

## Medvirkende
- William Hinckley som Billy Rider
- Miriam Cooper som Marietta
- William Lowery som Marietta
- Cora Drew
- William Wolbert